# Most Powstańców Śląskich w Krakowie
Most Powstańców Śląskich (dawniej most Krakusa) – most drogowy w Krakowie na Wiśle łączący Kazimierz (ul. Starowiślna) z Podgórzem (ul. Na Zjeździe).

## Nazwa
Pomimo nadania mu w 1918 roku nazwy mostu Krakusa, krakowianie w dwudziestoleciu międzywojennym i po wojnie używali nadal nazwy III most.
Po remoncie w 1971 roku ZBoWiD wystąpił z propozycją nadania mostowi imienia Powstańców Śląskich uzasadniając to faktem, że „oddanie mostu zbiegło się z 50 rocznicą wybuchu III Powstania śląskiego”. Po podjęciu decyzji przez Prezydium Rady Narodowej m. Krakowa 12 października 1971 roku nastąpiło nadanie nazwy mostowi, powiązane z odsłonięciem na wschodnim przyczółku mostu tablicy upamiętniającej to wydarzenie.

## Historia mostu

### Rozpoczęcie budowy
Dzisiejszy most nie jest pierwszym mostem, jaki stał w tym miejscu. W latach 1908–1913 wybudowano tu most Krakusa (fotografia) łączący ul. Starowiślną z ulicą Juliusza Słowackiego na Podgórzu. Został on zaprojektowany przez wiedeńskiego budowniczego Edwarda Zittera, a konstrukcje żelazne wykonały zakłady Zieleniewskiego. Prace rozpoczęto w 1908 roku. Wykonawcą była lwowska firma Sosnowski i Zacharysiewicz, a pracami kierował Walerian Marzec, potem inż. Hajduk. Nadzór ze strony namiestnictwa pełnił inż. Warchałowski, a później inż. Adolf Schneider.

### Zawalenie się w 1911 roku
18 lutego 1911 roku 52-metrowa konstrukcja żelazna budowanego mostu runęła do wody. Przyczyną było nagłe ruszenie lodów i niedostateczne zabezpieczenie konstrukcji. Runęła część środkowa i fragment od strony Podgórza. Ocalały filary i przyczółki. W kwietniu 1911 roku rozpoczęto prace przy wydobywaniu zatopionej konstrukcji. Prowadziła je krakowska firma Zieleniewskiego.

### Oddanie do eksploatacji
Most został oddany do użytku 20 stycznia 1913. Równocześnie otwarto nową normalnotorową linię tramwajową prowadzącą od III mostu do Salwatora. Linia miała dwa tory i prowadziła ulicą Wawrzyńca, Dajwór, Starowiślną, przez plac Dominikański i ulicę Zwierzyniecką.

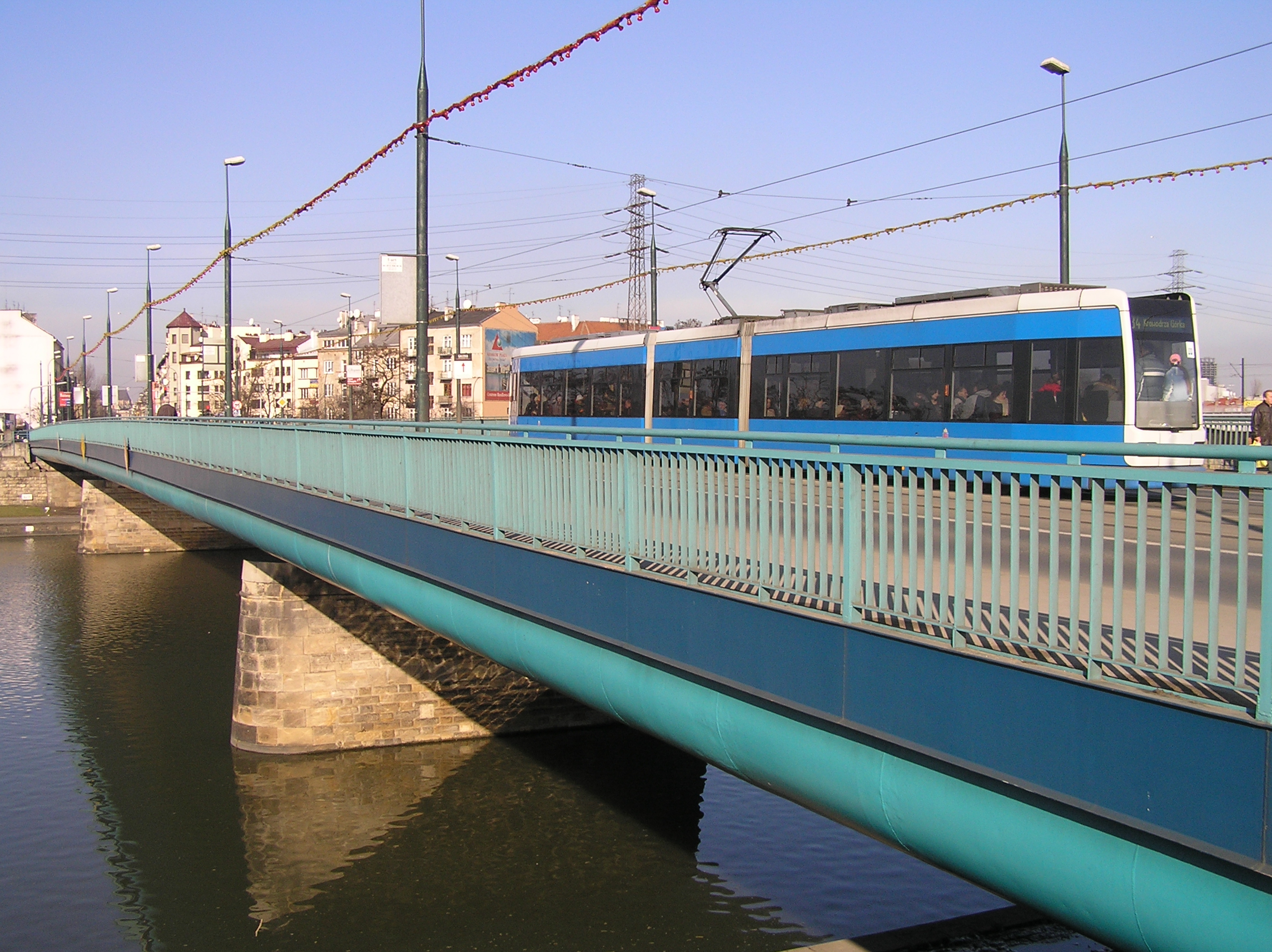
Most widziany od strony Podgórza

Był to most żelazny, kratownicowy, złożony z 3 przęseł swym kształtem nasuwał skojarzenia np. z mostami budapeszteńskimi. Na moście tym 4 lipca 1915 miało miejsce uroczyste połączenie Krakowa z Podgórzem, w którym wzięli udział prezydent Krakowa Juliusz Leo i ostatni burmistrz Podgórza Franciszek Maryewski.
W lutym 1917 roku przez most przeprowadzono linię tramwajową, wydłużając istniejącą linię do Rynku Podgórskiego. Po odzyskaniu niepodległości na początku grudnia 1918 roku zdjęto umieszczone na żelaznej konstrukcji austriackie, a umieszczono polskie srebrne orły.

### Odbudowa w 1945 roku

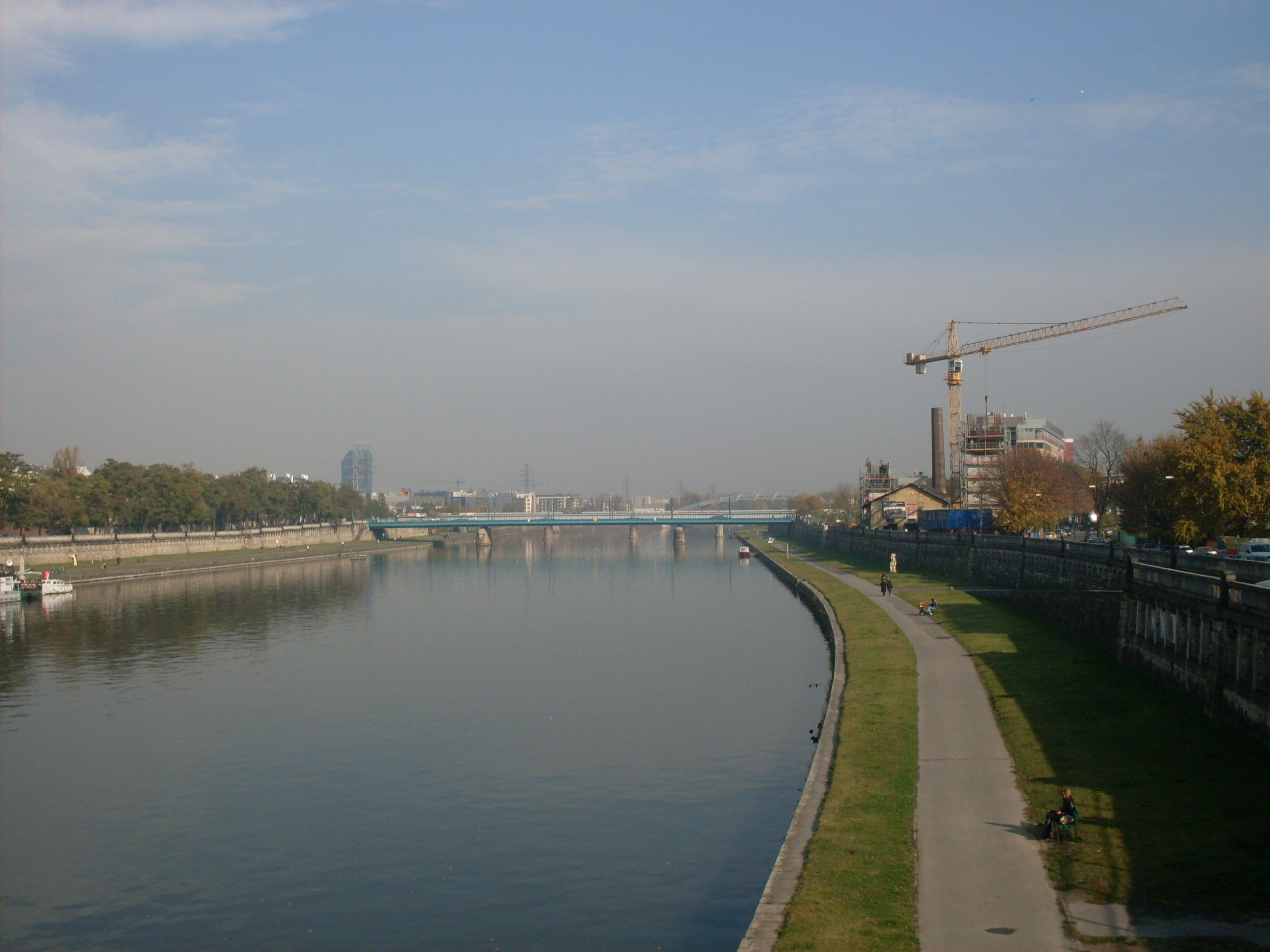
Widok na Most Powstańców Śląskich z Kładki Ojca Bernatka od strony Bulwaru Podolskiego

Most (podobnie jak inne mosty Krakowa) został wysadzony przez wycofujące się wojska niemieckie w styczniu 1945 roku. W lutym tego samego roku rozpoczęto odbudowę. Powstał Komitet Odbudowy Mostów na Wiśle w Krakowie. Najwcześniej zostały odbudowane: Most Dębnicki i III Most. Prace wykonały Oddziały Techniczne Armii Czerwonej, mieszkańcy Krakowa i firma Zieleniewski. 23 lutego 1945 roku odbyło się uroczyste otwarcie obu mostów zakończone defiladą wojskową i odegraniem przez orkiestrę hymnów: polskiego i radzieckiego.

### Remont w 1971 roku
Projektantem przebudowy był Józef Szulc z krakowskiego „Mostostalu”. Obok ciągle otwartego III mostu zbudowano nowy. 19 marca w nocy zamknięto ruch i zdemontowano jezdnię starego mostu, aby rano ustawić nowy w ciągu kilku godzin na starych filarach. 20 lipca 1971 roku remont został ukończony. Wykonawca remontu – krakowski Mostostal został z tej okazji decyzją Prezydium Rady Narodowej m. Krakowa odznaczony złotą odznaką „za pracę społeczna dla miasta Krakowa”. Stara konstrukcja III mostu została zdemontowana i barkami przewieziona do portu w Nowej Hucie, skąd miała być przewieziona do Leżajska.
W 1978 roku dokończono remont uruchamiając dojazd do mostu od strony Zabłocia ul. Na Zjeździe.

## Dane techniczne
Most ma 148 metrów długości i 19 metrów szerokości. Jest konstrukcją stalową, powłokową z płytą ortotropową. Podparty jest na 4 filarach, dwóch rzecznych i dwóch nabrzeżnych. Podczas przebudowy w 1971 roku pozostawiono oryginalne filary z 1913 roku. Na moście w każdym kierunku prowadzą po 1 pasie ruchu samochodowego rozdzielone torowiskiem tramwajowym, a po bokach znajdują się chodniki dla pieszych.